# Sinuaria
Sinuaria là một chi bọ cánh cứng trong họ 
Elateridae.
Chi này được miêu tả khoa học năm 1894 bởi Jordan.

## Các loài
Chi này có các loài:
- Sinuaria aenescens Jordan, 1894